# NGC 508
NGC 508 ist eine elliptische Galaxie vom Hubble-Typ E0 im Sternbild Fische auf der Ekliptik. Sie ist schätzungsweise 253 Millionen Lichtjahre von der Milchstraße entfernt und hat einen Durchmesser von etwa 80.000 Lichtjahren. Gemeinsam mit NGC 507 bildet sie das Galaxienpaar Arp 229.

Im selben Himmelsareal befinden sich u. a. die Galaxien NGC 503, NGC 504, NGC 507, IC 1687.
Das Objekt wurde am 12. September 1784 von dem deutsch-britischen Astronomen Wilhelm Herschel entdeckt.